# Détective (film)
Pour les articles homonymes, voir Détective (homonymie).
Pour plus de détails, voir Fiche technique et Distribution.
Détective est un film franco-suisse réalisé par Jean-Luc Godard, sorti en 1985.
Dans un grand hôtel parisien, les histoires d'un couple en rupture, d'une double dette, d'un combat de boxe en préparation et d'une enquête policière se superposent puis interfèrent. Au sein de la trame policière du film, Godard multiplie les références littéraires (Shakespeare, Lord Jim de Joseph Conrad, René Char, André Breton), cinématographiques (La Belle et la Bête de Jean Cocteau, Quatre de l'aviation  de George Archainbaud avec Erich von Stroheim) et musicales (Schubert, Wagner, Chopin, Liszt et Chabrier).

## Synopsis
Dans un grand hôtel à Paris, près de la gare Saint-Lazare, deux détectives, Isidore et son oncle William Prospero, doivent découvrir qui a assassiné un homme appelé « le Prince » deux ans plus tôt, dans la même chambre que celle où ils ont séjourné. Arielle, la petite amie d'Isidore, les aide.
Dans le même hôtel, une chambre est occupée par Émile Chenal, chauffeur de taxi aérien, et sa femme Françoise, un couple en crise. Elle a eu une liaison avec Jim Fox Warner dans le passé ; ce dernier séjourne à l'hôtel car il est le mécène d'un jeune boxeur, Tiger Jones, qui doit assister à un match de boxe important. Le jeune homme est accompagné de sa petite amie Grace Kelly, une princesse des Bahamas qui se promène volontiers seins nus dans la chambre pour le provoquer : elle veut qu'il quitte son travail et qu'ils partent ensemble.
Jim Fox doit beaucoup d'argent aux Chenal qui, en plus de leurs problèmes conjugaux, souffrent de difficultés financières. Françoise le rencontre pour lui demander de régler la dette, Jim lui fait des avances puis lui confie qu'il doit de l'argent à d'autres, à la « famille ». Pendant ce temps, Arielle en a assez de travailler avec son petit ami détective, elle voudrait retourner à l'université et reprendre ses examens ; en l'absence d'Isidore, Arielle ne dédaigne pas de se déshabiller en présence de son oncle Prospero.
Jim Fox restitue enfin à Françoise une petite avance de 1 500 francs, qu'elle utilise à l'insu de son mari pour s'acheter une nouvelle veste. Les trois déjeunent ensemble au restaurant de l'hôtel, c'est une rencontre très tendue, Émile se doute qu'il se passe quelque chose entre les deux. Jim Fox promet 4% des recettes du match de boxe en guise de remboursement. Isidore les sert à table, déguisé en serveur, mais avec lui il y a aussi un autre faux serveur : c'est Angelo, un aide du prince Luciano, le chef de la mafia. Ce dernier réside à l'hôtel avec une nièce et lit un livre de Leonardo Sciascia à ses heures perdues.
Arielle surprend son fiancé Isidore dans le sous-sol de l'hôtel avec une autre femme ; il lui dit que ce n'est que pour le travail. Françoise couche avec Jim Fox ; pendant la nuit, elle rêve que Tiger Jones s'échappe avec Grace Kelly en laissant les bijoux de la princesse en guise de dédommagement. À son réveil, elle trouve effectivement les bijoux au pied du lit, et son protégé a disparu. Jim prend un revolver et le met dans sa poche. Isidore fait de même ; il est certain qu'il va se passer quelque chose et appelle une ambulance au téléphone.
Jim Fox est désabusé ; sur l'ordinateur qu'il garde dans sa chambre, on peut lire le nombre de femmes qu'il a eues dans sa vie, 632, et aussi le nombre de fois où il s'est dit fatigué : 25 300. En observant la vue de sa fenêtre, il exprime ses sentiments à l'égard de Paris, ville qu'il a abandonnée pour retourner dans sa Suisse natale :

« C'est vrai, depuis le temps qu'on se traîne d'une ville à l'autre ; il n'y a jamais de lumière, il n'y a que des éclairages durs car les grandes villes, Seigneur, sont maudites. »

Françoise annonce à son mari qu'elle le quitte, pour l'instant pour aller avec Jim. Le drame se précipite. Émile tire sur Jim dans le hall de l'hôtel ; Isidore, qui surveille tout, réagit en tirant à son tour, mais touche et tue accidentellement son oncle Prospero. Émile prend en otage la nièce du prince Lucien, peut-être pour lui extorquer de l'argent, mais il est tué par les hommes de la « famille ». Avant de rendre son dernier souffle, Prospero confie à son neveu la solution de l'affaire sur laquelle ils enquêtent : la victime a été tuée dans la chambre 666 par erreur, le numéro de la porte était à l'envers, le meurtrier aurait dû entrer dans la chambre 999.

## Fiche technique
- Titre : Détective
- Réalisation : Jean-Luc Godard
- Scénario : Jean-Luc Godard, Anne-Marie Miéville, Alain Sarde et Philippe Setbon
- Production : Christine Gozlan et Alain Sarde
- Musique : Schubert, Wagner, Chopin, Liszt, Chabrier, Ornette Coleman, Arthur Honegger
- Photographie : Louis Bihi, Pierre Novion et Bruno Nuytten
- Montage : Marilyne Dubreuil
- Pays d'origine :  France -  Suisse
- Format : Couleurs - Dolby
- Genre : drame, policier
- Durée : 95 minutes
- Date de sortie : 10 mai 1985 (festival de Cannes)

## Distribution
- Johnny Hallyday : Jim Fox Warner
- Nathalie Baye : Françoise Chenal
- Claude Brasseur : Émile Chenal
- Alain Cuny : le vieux mafioso
- Laurent Terzieff : William Prospero
- Aurelle Doazan : Arielle
- Jean-Pierre Léaud : l’inspecteur Neveu
- Xavier Saint-Macary : le comptable
- Pierre Bertin : un jeune garçon
- Alexandra Garijo : une jeune fille
- Stéphane Ferrara : Tiger Jones
- Emmanuelle Seigner : une princesse des Bahamas
- Eugène Berthier : le vieux manager
- Julie Delpy : une jeune fille
- Ann-Gisel Glass : Anne

## Production
Détective était le titre d'un magazine français de romans policiers. Chaque personnage du film porte un livre qui le caractérise, qu'il lit ou essaie de lire en permanence. Il s'agit d'un des quelques longs métrages de Godard que le cinéaste n’a pas écrit lui-même en totalité. Il s’agit d’un film de commande de son producteur Alain Sarde qui cherchait à récupérer l’argent nécessaire pour finir le film précédent de Godard, Je vous salue Marie. Avec le slogan « Un polar de Godard », Sarde voulait réunir le réalisateur du moment, une impressionnante brochette d'acteurs célèbres et une intrigue de film noir pour capter le grand public. Mais le spectateur s'aperçoit vite que ce film n'a rien de policier et que le réalisateur a une fois de plus tout déformé, malgré la « trame » écrite par un jeune dessinateur de 26 ans, Philippe Setbon (dont il ne reste aucune trace dans les archives), et qui n'a d'ailleurs jamais rencontré ni le réalisateur, ni sa compagne Anne-Marie Miéville, qui ont co-scénarisé le film.
Le film est entièrement tourné à l'hôtel Concorde, en face de la gare Saint-Lazare, presque exclusivement en plans fixes, et avec un chef opérateur, Bruno Nuytten, que Godard n'apprécie pas. Malgré tout, le réalisateur parvient à en faire une œuvre jusqu'à un certain point personnelle :

« Moi, j’ai l’habitude de parler de moi dans mes films »

— Jean-Luc Godard
La véritable vedette du film s'avère être, aux yeux du public, le chanteur Johnny Hallyday, qui avait déjà joué dans le passé mais que le film de Godard réintroduit dans le monde du cinéma. Le réalisateur rencontre le chanteur par l'intermédiaire de la compagne de ce dernier, Nathalie Baye, avec qui il a déjà travaillé et qui joue également dans le film. C'est Anne-Marie Miéville qui propose à Alain Sarde de l'engager. Halliday est l'un des plus grands collectionneurs de cassette vidéo en France, et pour préparer le tournage, il met un point d'honneur à revoir tous les films de Godard qu'il possède
Avec les autres acteurs, en revanche, les choses ne sont pas aussi simples, puisque Godard les maltraite pour obtenir d'eux la meilleure prestation à l'écran : il cherche à créer des tensions dans l'équipe, personne n'est capable de dire si leur travail est bon ou non ; avec certains il parle mal des autres et vice versa. Emmanuelle Seigner par exemple, alors simple débutante de 18 ans, après avoir été systématiquement déshabillée (on la voit presque toujours seins nus) est vertement réprimandée :

« Je t’ai engagée uniquement pour ton joli cul, alors tu vas le montrer. »

— Jean-Luc Godard
Pendant le tournage, Godard reste de mauvaise humeur, irritable, constamment sarcastique. Selon lui, le chef opérateur Nuytten utilise la lumière de manière trop classique. L'acteur Claude Brasseur, avec lequel il avait déjà travaillé vingt ans plus tôt dans Bande à part, est le plus méprisé :

« Mon pauvre Claude, il y a vingt ans tu avais quelques qualités, maintenant t’as tout perdu. Il ne te reste plus rien de tout. »

— Jean-Luc Godard
En revanche, tout fonctionne bien avec Alain Cuny, qui incarne le chef de la mafia, et avec Julie Delpy, 16 ans, destinée à jouer un rôle dans le futur Histoire(s) du cinéma, qui incarne la groupie du boxeur. C'est encore mieux avec la nouvelle venue Aurelle Doazan, qui joue Arielle. Dans une lettre qu'il adresse à la jeune actrice, Godard se qualifie d'« ogre » en mal de chair fraîche et avoue l'avoir choisie pour sa beauté.

« Si on est un peu humble et intelligent, on peut accepter l'idée qu'on ne sait rien et qu'il faut toujours chercher et rechercher. [Godard] se met dans une position de chercheur et d'étudiant en même temps. C'est pour ça que quelque part, il s'entendait bien avec Johnny, avec moi, avec les gens qui n'étaient pas dans un état de dire "je sais tout" ou "je suis un grand acteur". Il aimait les gens qui n'étaient pas en fait complètement acteur encore, complètement chef op', complètement ci ou ça. »

— Julie Delpy
Le film est dédié à John Cassavetes, Clint Eastwood et Edgar Georg Ulmer.

## Exploitation
La présentation du film en compétition au Festival de Cannes 1985 fut marquée par l'anecdote de l'entartage de Godard par Noël Godin à l'entrée de la conférence de presse au cours de laquelle Godard déclara : « Je fais des films pour savoir pourquoi je les fais. »

## Postérité
Ce film de Godard a notamment inspiré le réalisateur Mathieu Amalric lorsque celui-ci, pour multiplier les lieux de tournage, a décidé d'utiliser un hôtel comme cadre de son téléfilm L'Illusion comique (2010), d'après Corneille.